# Veronica Abrahamse
Johanna « Veronica » Abrahamse (née le 18 mars 1980) est une athlète sud-africaine, spécialiste du lancer du poids.

## Biographie
Elle remporte la médaille d'or du lancer du poids lors des championnats d'Afrique de 1998, à Dakar, avec la marque de 15,07 m.
Son record personnel au poids, établi le 11 mars 2002 à Bellville, est de 17,76 m.

### Palmarès
| Date | Compétition                    | Lieu         | Résultat | Épreuve | Performance |
| ---- | ------------------------------ | ------------ | -------- | ------- | ----------- |
| 1997 | Championnats d'Afrique juniors | Ibadan       | 1re      | Poids   | 15,80 m     |
| 1997 | Championnats d'Afrique juniors | Ibadan       | 3e       | Javelot | 47,52 m     |
| 1998 | Championnats du monde juniors  | Annecy       | 11e      | Poids   | 14,41 m     |
| 1998 | Championnats d'Afrique         | Dakar        | 1re      | Poids   | 15,07 m     |
| 1998 | Jeux du Commonwealth           | Kuala Lumpur | 3e       | Poids   | 16,52 m     |
| 1999 | Jeux africains                 | Johannesburg | 2e       | Poids   | 16,53 m     |
| 2002 | Jeux du Commonwealth           | Manchester   | 3e       | Poids   | 16,77 m     |
| 2003 | Jeux africains                 | Abuja        | 2e       | Poids   | 15,77 m     |
| 2007 | Jeux africains                 | Alger        | 3e       | Poids   | 15,75 m     |
| 2008 | Championnats d'Afrique         | Addis-Abeba  | 3e       | Poids   | 16,00 m     |
| 2011 | Jeux africains                 | Maputo       | 2e       | Poids   | 15,70 m     |

### Records
| Épreuve         | Performance | Lieu      | Date        |
| --------------- | ----------- | --------- | ----------- |
| Lancer du poids | 17,76 m     | Bellville | 8 mars 2002 |